# Grathem

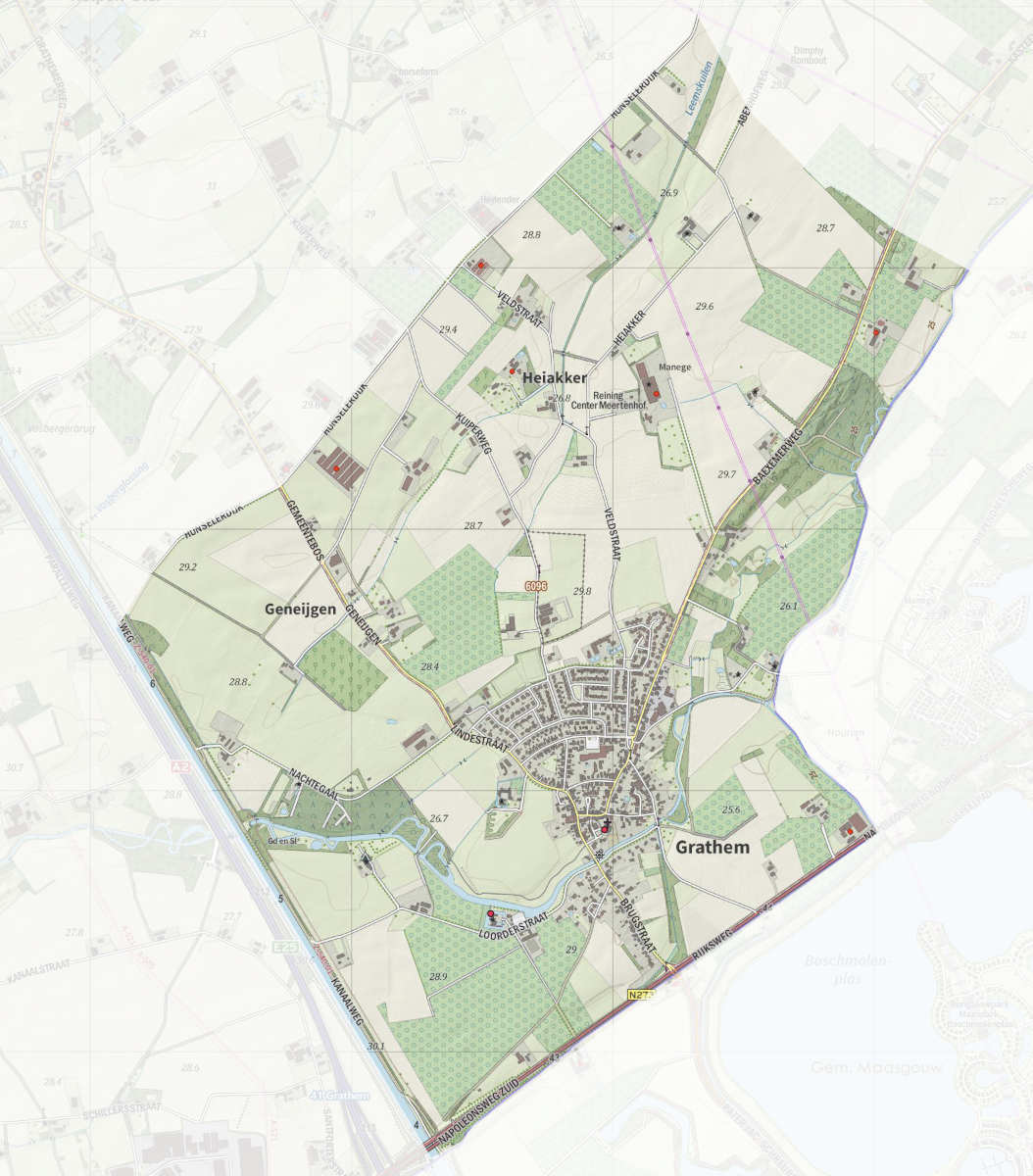
Kaart van Grathem (2022)

Grathem (Limburgs: Gratem) is een Nederlands-Limburgs kerkdorp aan de Uffelse Beek in de gemeente Leudal. Het dorp is een voormalige Nederlandse gemeente en heeft 1.650 inwoners.

## Geschiedenis
Grathem behoorde eeuwenlang tot het Land van Thorn, dat naast Grathem bestond uit Thorn, Ittervoort, Beersel, Haler, Baexem, Oler, Ell en Stramproy. Dit werd opgeheven in 1794, waarna Grathem een zelfstandige gemeente werd.
In 1818 werden Kelpen en Oler bij de gemeente Grathem ingedeeld. In de 19e eeuw werd om de wateroverlast in het gebied te beteugelen het waterschap Het Land van Weert opgericht. In de loop van de 19e eeuw ontwikkelde zich een dorpskern rond de kerk.
Op 8 oktober 1944 vond in Grathem de razzia van Grathem plaats, waarbij 52 mannen werden opgepakt en in Duitsland te werk gesteld. Grathem werd op 17 november 1944 bevrijd door de Geallieerden.
Na de Tweede Wereldoorlog breidde Grathem zich in noordelijke richting uit.
In 1991 fuseerde Grathem met de gemeenten Baexem en Heythuysen tot de gemeente Heythuysen. In 2007 ging de gemeente Heythuysen op in de fusiegemeente Leudal.

## Bezienswaardigheden
- Kasteel ten Hove
- Kasteel Groot Buggenum
- Grathemermolen
- Sint-Severinuskerk
- Heilig-Hartkapel
- Kruiskapel
- Onze-Lieve-Vrouw-van-Lourdeskapel

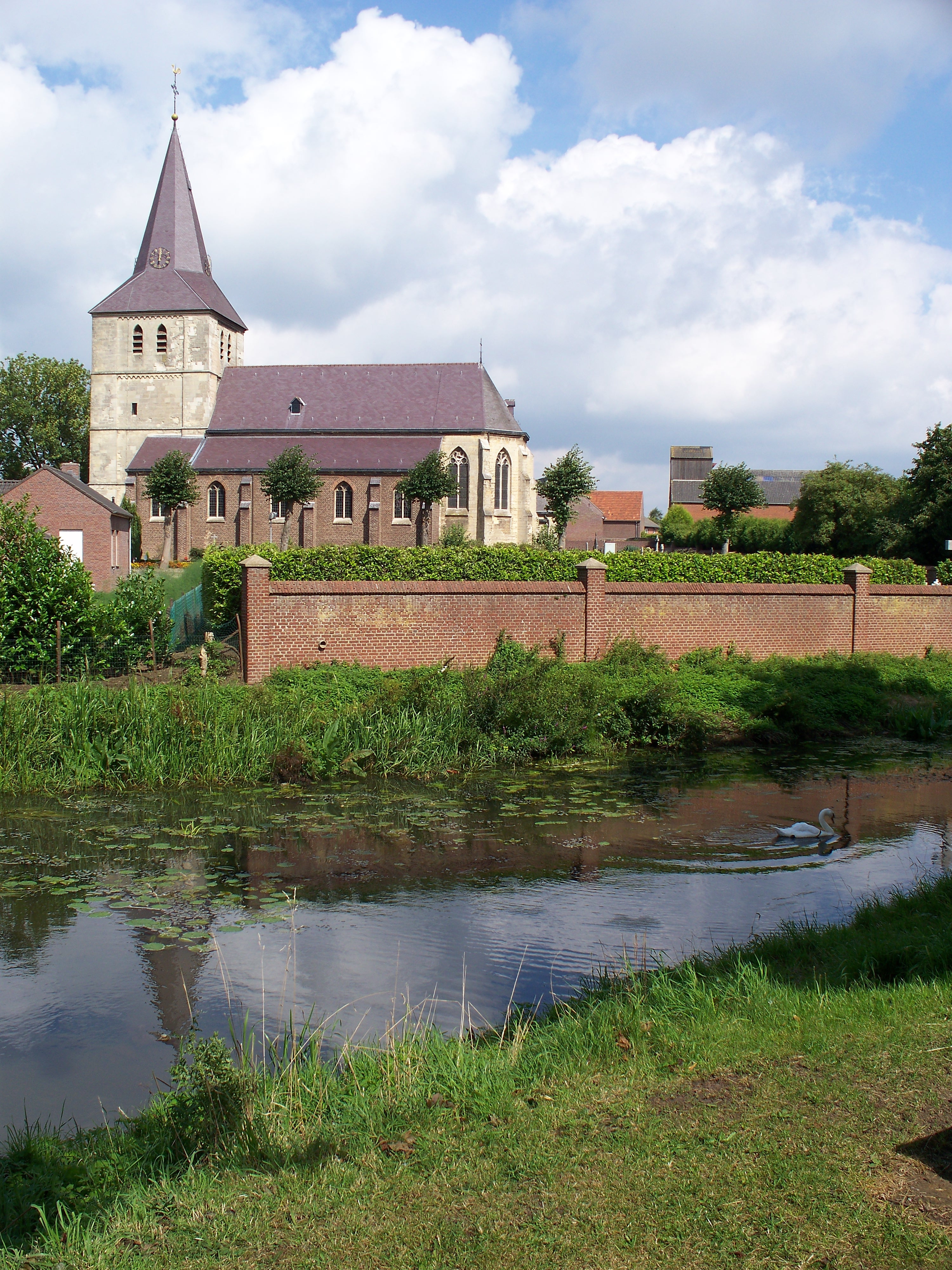
Uffelse Beek en St-Severinuskerk
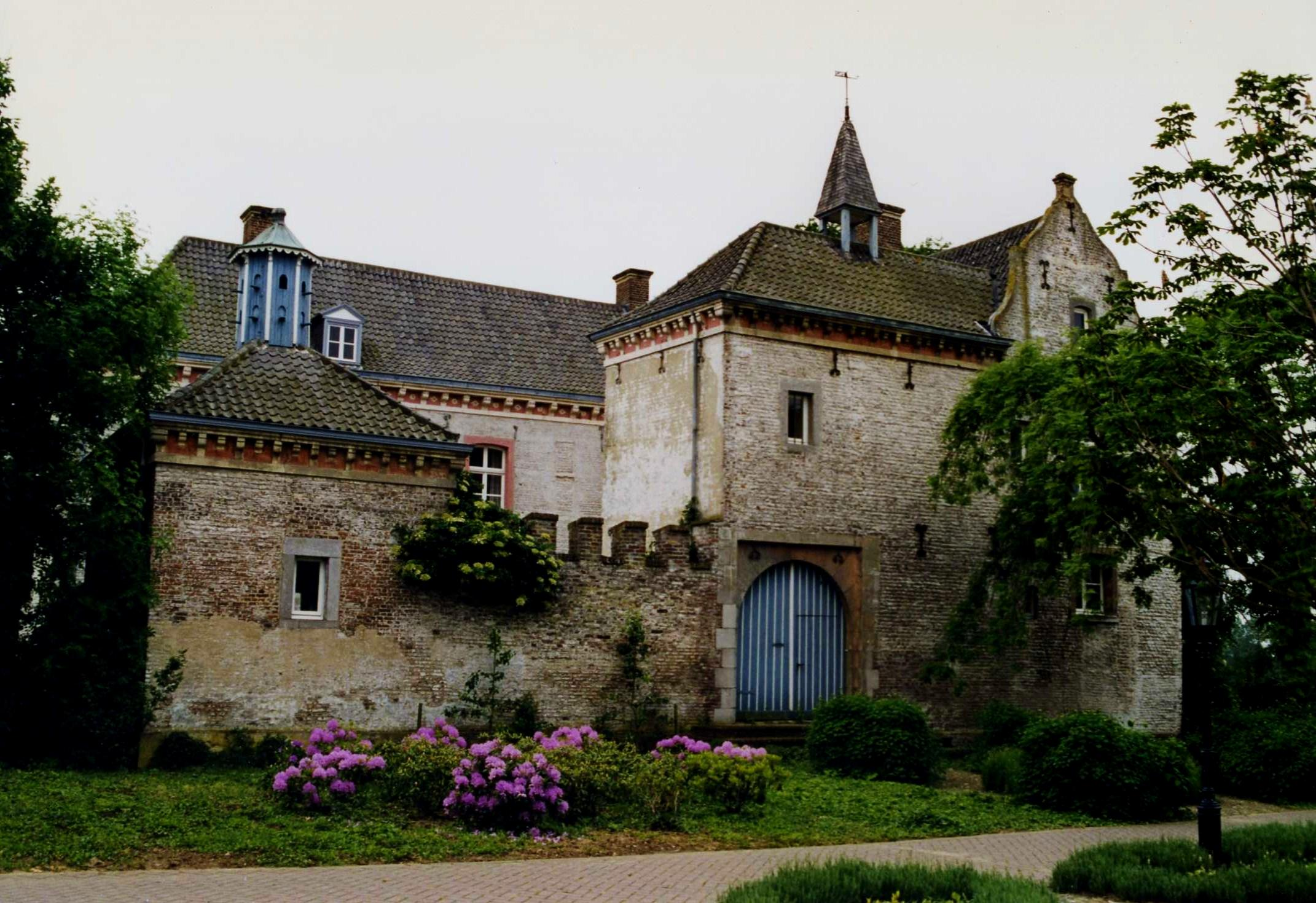
Kasteel ten Hove
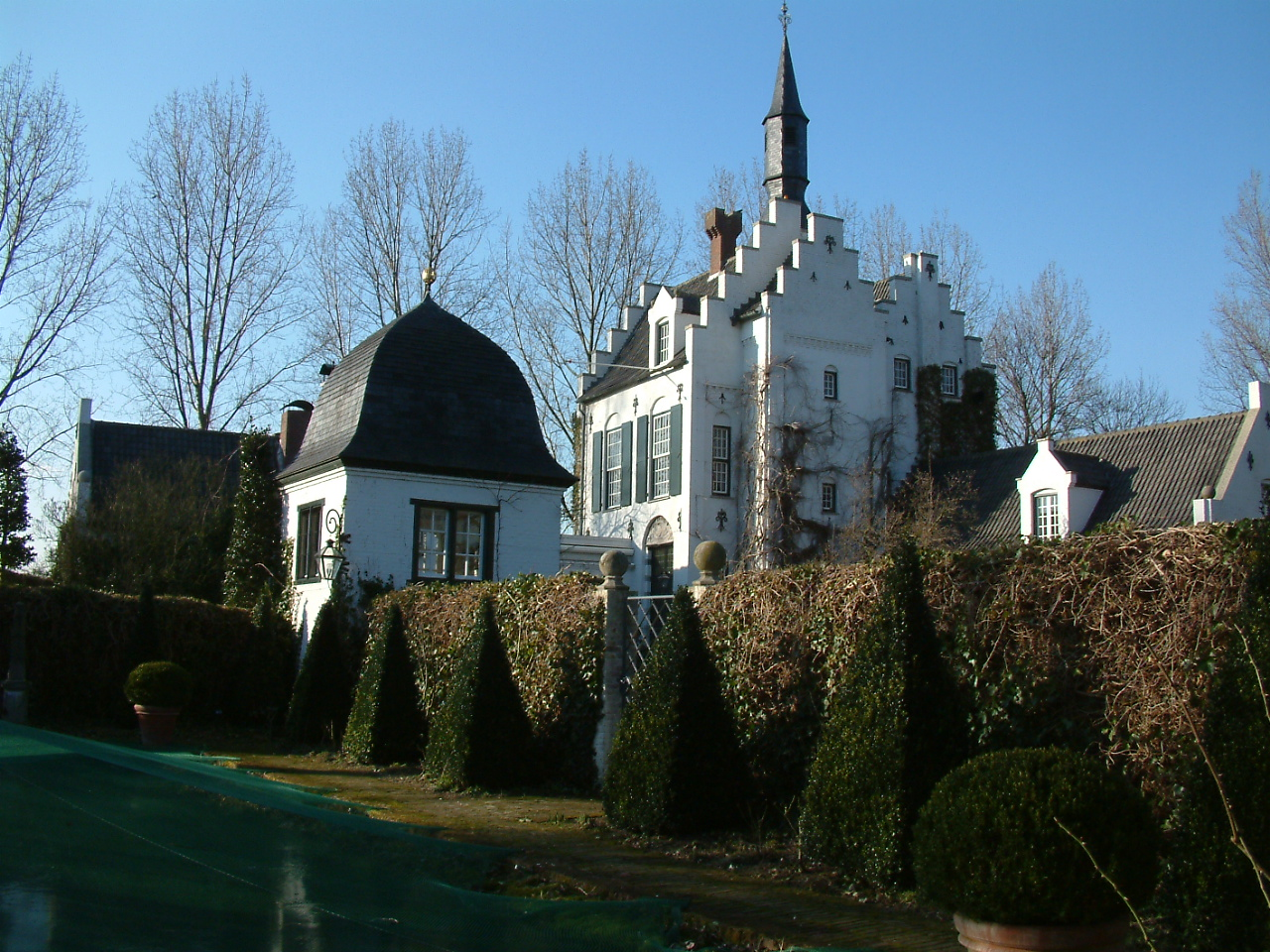
Kasteel Groot Buggenum
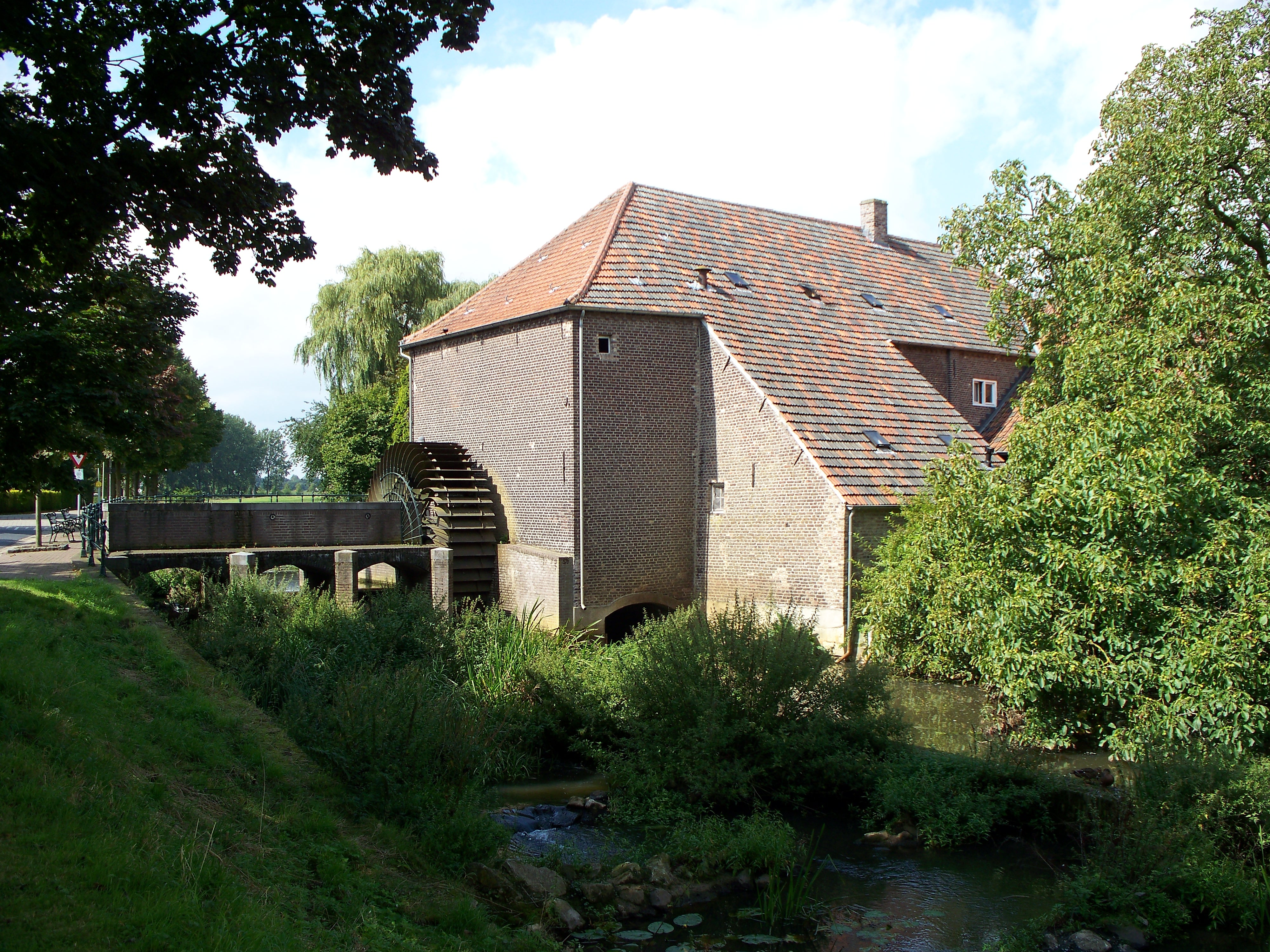
Grathemermolen

## Natuur en landschap
Grathem ligt op een hoogte van ongeveer 26 meter. Ten zuiden van Grathem loopt de Uffelse Beek. Ten westen bevindt zich het in 1929 geopende Kanaal Wessem-Nederweert. Ten zuidoosten van Grathem liggen uitgestrekte plassen, die ontstaan zijn door grindwinning. Deze worden van Grathem gescheiden door de Napoleonsweg.

## Geboren
- Philipp Houben (1767–1855), ambtenaar, notaris en amateurarcheoloog; de eerste die gedocumenteerd onderzoek deed naar Romeins Xanten (Colonia Ulpia Traiana en Castra Vetera).

## Nabijgelegen kernen
Panheel, Thorn, Ittervoort, Hunsel, Kelpen-Oler, Baexem, Horn